# United States Navy Nurse Corps
De United States Navy Nurse Corps is een Amerikaans legeronderdeel dat zorg draagt voor de verpleegkundige zorg binnen de United States Navy. Het korps werd officieel ingesteld door het Amerikaanse Congres in 1908. Verpleegsters hadden toen niettemin al meer dan honderd jaar op schepen van de Amerikaanse Marine gediend.